# Har Šfanim
Har Šfanim (hebrejsky: הר שפנים) je hora o nadmořské výšce 950 metrů v severním Izraeli, v Horní Galileji.
Nachází se v masivu Har Meron, 1 kilometr východně od města Bejt Džan. Má podobu částečně zalesněného návrší, které je na severních svazích již od dob britského mandátu chráněno jako přírodní rezervace. Našly se tu i archeologické stopy osídlení z doby železné v lokalitě Churvat Šfanim (חורבת שפנים) na vrcholku. Horu z jihozápadu a západu obtéká vádí Nachal Šfanim, na východní straně je to údolí vádí Nachal Kaziv, která se obě severně od kopce spojují. Na jižní straně terén pokračuje bez výraznějších nerovností k vrchu Har Kfir, ale po necelých 2 kilometrech pak začíná prudce klesat do údolí Chananija. Na jihovýchodním úpatí Har Šfanim leží malá vodní nádrž Brejchat al-Zabud (בריכת אל זבוד), která se plní v době dešťů.